# Scindapsus cuscuarioides
Scindapsus cuscuarioides är en kallaväxtart som beskrevs av Adolf Engler och Kurt Krause. Scindapsus cuscuarioides ingår i släktet Scindapsus och familjen kallaväxter. Inga underarter finns listade.